# Vayres (Haute-Vienne)
Vayres – miejscowość i gmina we Francji, w regionie Nowa Akwitania, w departamencie Haute-Vienne.
Według danych na rok 1990 gminę zamieszkiwało 946 osób, a gęstość zaludnienia wynosiła 25 osób/km² (wśród 747 gmin Limousin Vayres plasuje się na 137. miejscu pod względem liczby ludności, natomiast pod względem powierzchni na miejscu 95.).

## Populacja

Populacja Vayres w latach 1962–2008